# Pleuroptya
Pleuroptya é um gênero de mariposa pertencente à família Crambidae.

## Distribuição
As espécies do gênero se encontram distribuídas em todos os continentes, com exceção da Antártida.

## Espécies
- Pleuroptya accipitralis (Walker, 1866)
- Pleuroptya aegrotalis (Zeller, 1852)
- Pleuroptya balteata (Fabricius, 1798)
- Pleuroptya characteristica (Warren, 1896)
- Pleuroptya chlorophanta (Butler, 1878)
- Pleuroptya costalis (Moore, 1888)
- Pleuroptya crocealis (Duponchel, 1834)
- Pleuroptya deficiens (Moore, 1887)
- Pleuroptya emmetris (Turner, 1915)
- Pleuroptya expictalis (Christoph, 1881)
- Pleuroptya fraterna (Moore, 1885)
- Pleuroptya haryoalis (Strand, 1918)
- Pleuroptya hemipolialis (Hampson, 1918)
- Pleuroptya holophaealis (Hampson, 1912)
- Pleuroptya inferior (Hampson, 1899)
- Pleuroptya iopasalis (Walker, 1859)
- Pleuroptya mundalis (South in Leech & South, 1901)
- Pleuroptya paleacalis (Guenée, 1854)
- Pleuroptya plagiatalis (Walker, 1859)
- Pleuroptya punctimarginalis (Hampson, 1896)
- Pleuroptya quadrimaculalis (Kollar & Redtenbacher, 1844)
- Pleuroptya ruralis (Scopoli, 1763) - Mother of Pearl
- Pleuroptya sabinusalis (Walker, 1859)
- Pleuroptya scinisalis (Walker, 1859)
- Pleuroptya silicalis (Guenée, 1854)
- Pleuroptya suisharyella (Strand, 1918)
- Pleuroptya symphonodes (Turner, 1913)
- Pleuroptya tchadalis  Leraut, 2005
- Pleuroptya tenuis (Warren, 1896)
- Pleuroptya ultimalis (Walker, 1859)
- Pleuroptya verecunda (Warren, 1896)
- Pleuroptya violacealis (Guillermet, 1996)